# 挑米坑
挑米坑，是臺灣南投縣埔里鎮的一個傳統地域名稱，位於該鎮西南部。相較於今日行政區，其範圍大致包括桃米里、成功里。

## 地名
早期埔里盆地生產的稻米多以人工挑擔的方式經由此地運往魚池地區販售，加上此地有一小溪（坑）經過，挑米者多於此地駐足休息，故稱「挑米坑」。

## 歷史
台灣清治末期至日治初期，挑米坑地區為一街庄，稱為「挑米坑庄」，隸屬於埔里社堡。該庄北邊東段與牛相觸庄為鄰，東與生蕃空庄、珠仔山庄為鄰，南邊為鹿蒿庄、大雁庄、蓮華池庄，西邊及北邊西段為北山坑庄。
1901年（日治明治三十四年）11月，全台設置二十廳，該庄隸屬於南投廳。1909年（明治四十二年）10月，合併二十廳為十二廳，該庄隸屬不變。1920年（大正九年），廢十二廳改設五州二廳，該庄改制為「挑米坑」大字，隸屬於臺中州能高郡埔里街。
戰後埔里街改制為埔里鎮，隸屬於臺中縣，大字亦改制為里。1950年中、彰、投分治，埔里鎮改隸屬於南投縣。

## 交通
省道台21線是天冷至塔塔加的幹道，在挑米坑地區的路段亦為「中潭公路」的一部分，大致以東北－西南走向轉縱向蜿蜒經過本地區東部，向北可前往埔里市區、國姓、新社等地，向南可前往魚池、日月潭、水、信義等地。

## 學校
- 桃源國小